# 哈茨山麓哈托夫
哈茨山麓哈托夫是德国下萨克森州的一个市镇。总面积29.19平方公里，总人口4177人，其中男性2019人，女性2158人（2011年12月31日），人口密度143人/平方公里。